# Myiarchus barbirostris
Myiarchus barbirostris е вид птица от семейство Tyrannidae.

## Разпространение
Видът е разпространен в Ямайка.